# David Jones (programmeur)
Pour les articles homonymes, voir Jones et David Jones.
David Jones (plus connu sous le nom Dave Jones) est un programmeur, game designer et entrepreneur écossais dans le domaine du jeu vidéo. Fondateur des studios DMA Design (aujourd'hui Rockstar North) en 1988 et de Realtime Worlds en 2002, il est connu pour être le cocréateur des séries Lemmings et Grand Theft Auto.

## Biographie
Adolescent, Dave Jones est un passionné de jeu vidéo et de programmation qui aime retrouver ses amis dans la salle d'arcade du quartier pour admirer les dernières productions japonaises. Parallèlement à ses études à l'Institut de Technologie de Dundee, il développe des jeux et tente sa chance en envoyant des démos par la poste aux éditeurs. C'est la société liverpuldienne Psygnosis de Ian Hetherington qui lui donne sa chance en éditant son premier jeu, Menace. Alors qu'il occupe encore la chambre de sa maison familiale, Dave Jones fonde le studio DMA Design. Lemmings, son troisième jeu original, fait sensation à sa sortie en février 1991 sur Commodore Amiga. Porté sur plus de 20 supports différents, le jeu donne naissance à une longue série dont les ventes s'élèvent à plus de 20 millions d'exemplaires.
Après ce succès, l'intérêt de Dave Jones se porte davantage vers le game design et moins vers la programmation. Au terme du deal de 6 jeux liant DMA Design à Psygnosis (aujourd'hui SCE Studio Liverpool), et la sortie de Lemmings 3, Dave Jones vogue vers d'autres horizons. Il développe notamment Unirally (1994) pour Nintendo, un jeu de course en 2D bien reçu par la critique.
Par la suite, Dave Jones travaille sur un concept de jeu d'action dans un cadre urbain en vue de dessus, alors connu sous le nom de Race-n-Chase. BMG Interactive décide de soutenir le projet, dont le développement prendra 30 mois au lieu des 18 prévus. Entretemps,  DMA est racheté par Gremlin Interactive et Dave Jones en devient le nouveau directeur de projet. Finalement dénommé Grand Theft Auto, le jeu d'action est édité en 1998. Il est la cible de campagnes de censure qui lui reproche sa violence. « C'était une  campagne de marketing habile qui aura fait son travail. » estime rétrospectivement Dave Jones. En dépit de critiques parfois moyennes, GTA est en effet un joli succès commercial et donne naissance à l'une des plus importantes franchises de l'histoire du jeu vidéo, avec plus d'une centaine de millions d'exemplaires de jeux vendus.
En 1999, Infogrames acquiert Gremlin Interactive et Dave Jones décide de quitter DMA : « That was not something I had really bought into ».. La société tombera finalement dans le giron de Take Two Interactive pour devenir Rockstar North.
En février 2000, Dave Jones intègre Rage Software et implante deux nouveaux studios en Écosse, dont un à Dundee. Lorsque ce dernier ferme en 2002, David crée Realtime Worlds où il continue à travailler en tant que chef de projet et CEO.

## Jeux
- Menace (1988)
- Blood Money (1989)
- Eco Phantoms (1990)
- Lemmings (1991)
- Shadow of the Beast (1992, portage PC Engine)
- Lemmings 2: The Tribes (1992)
- Hired Guns (1993)
- Uniracers (1994)
- All New World of Lemmings (1994)
- Shipwreckers! (1997)
- Grand Theft Auto (1997)
- Body Harvest (1998)
- Tanktics (1999)
- Grand Theft Auto 2 (1999)
- Mobile Forces (2002)
- CrackDown (2007)
- All Points Bulletin (2010)